# イデル＝ウラル

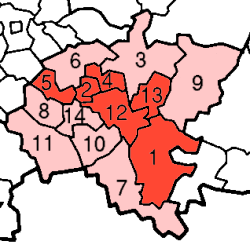
沿ヴォルガ連邦管区内のイデル＝ウラルの範囲。
1. バシコルトスタン共和国
2. チュヴァシ共和国
4. マリ・エル共和国
5. モルドヴィア共和国
12. タタールスタン共和国
13. ウドムルト共和国

イデル＝ウラル（タタール語: Идел-Урал, ラテン表記: İdel-Ural, ロシア語: Идель-Урал）とは東ヨーロッパの歴史的地域の名のひとつ。現在のロシアの一部で、ヨーロッパ・ロシア東部のテュルク系民族の多く住む地をあらわす。イデルとはタタール語でヴォルガ川、ウラルはウラル山脈のことを指す。ロシア語の「ヴォルゴ＝ウラリエ」（Volgo-Uralye, Волго-Уралье）という語も使われる。
イデル＝ウラルという語は、ヴォルガ川両岸からウラル山脈にかけて広がる六つの民族共和国・バシコルトスタン共和国（テュルク系バシキール人）、チュヴァシ共和国（テュルク系チュヴァシ人）、マリ・エル共和国（フィン・ウゴル系マリ人）、モルドヴィア共和国（フィン・ウゴル系モルドヴィン人）、タタールスタン共和国（テュルク系タタール人）、ウドムルト共和国（フィン・ウゴル系ウドムルト人）を指すときにしばしば使用される。特にタタール語文学ではその傾向が強い。
16世紀にこれらの地をロシア・ツァーリ国が征服するまでは、ハザール、ヴォルガ・ブルガール、ジョチ・ウルス、カザン・ハン国などの遊牧国家が成立していた。ロシア革命後のロシア内戦期には、タタール人の独立を求めてイデル＝ウラル国が成立していた。
イデル＝ウラルはヴォルガ地方（ポヴォーロジエ、Пово́лжье, Povolzhye）に含まれる。行政的には沿ヴォルガ連邦管区に入っている。